# Ung sommar
Ung sommar är en svensk dramafilm från 1954 i regi av Kenne Fant. 

## Handling
Helge Lysvik är en bondson som vantrivs med den lantliga tillvaron, som han upplever som instängd, utan drömmer om att bli musiker och kompositör. Hans flickvän Marianne tycker att han spelar konstig musik. Kantorn som givit Helge musiklektioner säger att han inte har något mer att lära Helge. När denne får besök från staden av musikdirektör Carlström och dennes dotter Elly ser Helge sin chans. Han tror att här en som bättre kan bedöma hans talang. När Helge spelar upp en egen komposition på dansbanan blir det fiasko. Han tröstar sig med Elly och tillbringar natten med henne i en stuga på en ö. Han känner sig dragen till henne men hans känslor är inte besvarade. Carlström får höra Helges Helges komposition och blir intresserad och lovar hjälpa honom efter bästa förmåga. Han säger att Helge har talang men är inte något geni. 
Helge reser till Stockholm utan faderns vetskap. Han söker till Musikaliska Akademien och blir antagen. Men han måste försörja sig som musiker i en kafétrio. När han får chansen att göra en debutkonsert vid akademien framför han sin komposition men den mottas kallt av publiken. Han förlorar sin plats i trion efter ett gräl med ledaren som han skäller ut för att bara spela smörja som han uttrycker det. Helge kommer mer och mer på dekis. När han inte längre kan betala hyran för sitt rum blir han uteliggare och slutligen kollapsar han och förs till sjukhus. Helges far har nu fått reda på hur illa ställt det är med Helge och ber Marianne att åka och hämta hem honom. Själv vågar han inte göra det för det skulle vara som ett rött skynke för Helge. Marianne går motvilligt med på detta. 
Helge tar bussen hem men känner sig som en främling när han nalkas hembyn. En liten flicka på bussen som ler mot honom övertygar honom att han trots allt kan känna sig välkommen. Han försonas med sin omgivning och även Marianne. Chauffören Janne som också är musiker säger att han förändrat Helges komposition som han kallar "Ung sommar". Den nya, mer folkliga varianten slår an när den spelas på dansbanan. 

## Om filmen
Filmen var ett försök att rida på den framgångsvåg som Hon dansade en sommar skapat. Det var något man också tryckte på i förhandslanseringen av filmen. Återigen var det Per Olof Ekström som stod för det litterära underlaget med romanen "En spelmanshistoria" (1950) och det samma par som stod för manuskriptet. Filmen spelades in i samma trakt som Hon dansade en sommar, Ödenäs utanför Alingsås. Man plockade också in ett nakenbad, dock inte lika explicit som i den förra filmen. Edvin Adolphson fick återigen rasa mot efterblivenhet och stockkonservatism på landet. Birgit Lundin (f. 1936) i den kvinnliga huvudrollen var ett försök att återupprepa Ulla Jacobssons succéfyllda debut i Hon dansade en sommar. Den här gången lyckades det inte och Birgit Lundin återkom, förutom i en kortfilmsroll, aldrig mer i svensk film. Filmen hade landsortspremiär på en rad orter 27 september 1954. Stockholmspremiären ägde rum 6 december 1954.
Filmen fick en ganska blandad kritik. Robin Hood (Bengt Idestam-Almquist) i Stockholms-Tidningen (7.12.1954) var tämligen välvillig. Staffan Tjerneld i Expressen (samma datum) ansåg att ingen behövde bli förargad av filmen men inte heller glad. Mest kritisk var Lasse Bergström i Arbetaren (samma datum) som menade att den var väl schablonmässig i sin skildring av motsättningen mellan land och stad: "att om landsbygdsskildringen är banal så är stadsskildringen otäck. Och det är värre. När det stackars musikaliska bysnillet får vandra sin törnegata i den hemska storstaden förvandlar sig detta beskedliga filmarbete till ett litet falskt propagandastycke: Fant och co kan inte hylla landsbygdens värden på annat sätt än genom att framställa storstaden som ett tillhåll för brackor och omänniskor. Ideologin börjar lukta misstänkt." Även bondeförbundstidningarna Hässleholms Tidningen och Norra Skåne (båda 12.10.1954) tyckte att det blev en del högtravande landsortspropaganda som var i billigaste laget.

## Rollista
- Edvin Adolphson som Albert Lysvik
- Lennart Lindberg som Helge Lysvik
- Birgit Lundin som Marianne
- Gunnar Olsson som Kantor
- Dagmar Ebbesen som Hedvig Lysvik
- Åke Claesson som Christian Carlström
- Nils Hallberg som Janne
- Marianne Löfgren som Helge hyresvärdinna
- John Norrman som Nils
- Gunvor Pontén som Elly Carlström
- Börje Mellvig som Sture Wärn, pianist
- Wiktor Andersson som Vaktmästare
- Bengt Blomgren som Stellan
- Ragnar Arvedson som äldre herre
- Ulf Johanson som presentatör
- Elsa Ebbesen som postfröken
- Helga Brofeldt som granne till Lysviks
- Kristina Adolphson som flicka
- Harry Ahlin som ordförande
- Lena Bergqvist som liten flicka på bussen
- Mona Malm som  Stellans sällskap på debutantkonserten
- Curt Masreliez som kungen i Helges berättelse
- Hanny Schedin som Mariannes mor
- Tage Severin som dansande student
- Sonja Westerberg som Barbro, sångerska
- Catrin Westerlund som flicka på bensinmack